# Vir clarissimus
Vir clarissimus oder clarissimus vir (lateinisch, Superlativ zu clarus, „laut, hell, berühmt“, wörtlich „hochangesehener Mann“) war ein römischer Ehrentitel, der vor allem an Senatoren während der römischen Kaiserzeit verliehen wurde.

## Das System der Rangtitel
Die Herkunft dieses und ähnlicher Titel ist nicht völlig klar, vermutlich entstanden sie ursprünglich aus Steuerklassen, worauf die untersten Rangtitel noch hindeuten (viri sexagenarii, centenarii, ducenarii). Während der Kaiserzeit stellte vir clarissimus den allgemeinen Ehrentitel der Senatoren dar. Herausragende Senatoren und senatorische Beamte in höheren Ämtern erhielten dazu weitere Titel: Über dem einfachen vir clarissimus stand der vir spectabilis, darüber der vir illustris. In der späteren Kaiserzeit teilten sich die viri illustres weiter auf in die illustres, die illustres magnificentissimi und die illustres gloriosissimi, über denen als nobilissimi die Angehörigen des Kaiserhauses standen. Seit Konstantin dem Großen war der Titel vir clarissimus dabei im Unterschied zu den höheren Rängen erblich. Seit Constantius II. trugen auch die Mitglieder des oströmischen Senats in Konstantinopel, die zunächst nur viri clari gewesen waren, diesen Titel.
Im Allgemeinen wurden die höheren Titel einfach hinzugefügt; ein Senator, der vir illustris war, nannte sich daher vir clarissimus et illustris. Der Titel clarissimus wurde auch ins Griechische übersetzt, zumeist als λαμπρότατος (lamprótatos), vor allem in der Frühzeit auch als κράτιστος (krátistos). 
Neben der regelmäßigen Verleihung des Titels an Senatoren kamen gelegentlich Ausnahmen vor. So führten im 4. Jahrhundert etwa manche Vikare als Vorsteher von Diözesen nur den dem Ritterstand zugeordneten Titel vir perfectissimus, obwohl sie den Statthaltern der Provinzen, die allesamt (auch wenn sie aus dem Ritterstand stammten) viri clarissimi waren, vorgesetzt waren. Die so erzeugte Spannung zwischen Amts- und Titelhierarchie ist vielleicht im Sinne des Prinzips der Checks and Balances zu deuten.
Als aufgrund der massenhaften Verleihung und Vererbung des Titels die Zahl der clarissimi um 430 auf mehrere Tausend gestiegen war, wurde verfügt, dass sie zwar weiterhin zum ordo senatorius gehören und entsprechende Privilegien genießen sollten; das Recht an der Teilnahme an Senatssitzungen in Rom und Konstantinopel wurde aber fortan auf die illustres beschränkt.

## Nachleben
Nach dem Ende des Weströmischen Reiches ging der Titel des vir clarissimus im lateinischen Westen nicht unter, sondern führt bis heute ein Nachleben. Gelehrte wurden bis in die Neuzeit in lateinischen Briefen und Adressen als viri clarissimi angesprochen. Der nächsthöhere Titel vir spectabilis wurde den Dekanen der Fakultäten beigelegt. Die feierliche Anrede Spektabilität bzw. Spectabilis für Dekane ist bis heute gebräuchlich. Rektoren von Universitäten tragen ebenfalls bis heute den Titel Magnifizenz, der aus dem Titel vir illustris magnificentissimus hergeleitet ist. Politische Entscheidungsträger (Fürsten, Bürgermeister, Ratsherren) wurden als viri illustres angesprochen. Diese Anrede wurde als „erlaucht“, „durchlaucht“ und dergleichen ins Deutsche übertragen, wobei wegen der Bedeutungsverwandtschaft nicht klar ist, welche deutsche Bezeichnung auf clarissimus und welche auf illustris zurückgeht. In Italien schließlich steht allen Universitätsprofessoren die Anrede „chiarissimo professore“ zu, wobei chiarissimo die italienische Form von clarissimus ist.